# Ludmila Andonovová
Ludmila Andonovová (bulharsky Людмила Андонова) (* 6. května 1960, Novočerkassk, Sovětský svaz) je bývalá bulharská atletka, která se věnovala skoku do výšky.
V roce 1981 získala stříbrnou medaili na světové letní univerziádě v Bukurešti, kde prohrála jen s Italkou Sarou Simeoniovou . O rok později skončila na mistrovství Evropy v Athénách na šestém místě. Na druhém mistrovství světa v Římě 1987 se umístila ve finále na posledním, dvanáctém místě . Na halovém ME v Budapešti 1988 skončila čtvrtá. V témž roce reprezentovala na letních olympijských hrách v Soulu, kde ve finále skočila 193 cm a obsadila páté místo. O čtyři roky později se zúčastnila také olympiády v Barceloně, kde však neprošla sítem kvalifikace. Mezi její úspěchy patří také dvě zlaté medaile z Balkánských her (1981, 1984). 
Narodila se jako Ludmila Žečevová (bulharsky Людмила Жечева). Později se provdala za bulharského atleta, vícebojaře Atanase Andonova. 

## Osobní rekord
20. července 1984 překonala ve východním Berlíně výšku 207 cm a o dva cm vylepšila tehdejší světový rekord Tamary Bykovové. Dodnes se jedná o třetí nejlepší výkon celé historie. Výše skočila jen Chorvatka Blanka Vlašičová (208 cm) a Bulharka Stefka Kostadinovová, která drží světový rekord 209 cm od mistrovství světa v Římě 1987.